# Бастид, Роже
Роже́ Басти́д (фр. Roger Bastide, 1 апреля 1898, Ним — 10 апреля 1974, Мезон-Лафит, Ивелин) — французский антрополог и социолог, специалист по экстатическим верованиям Латинской Америки и Африки.

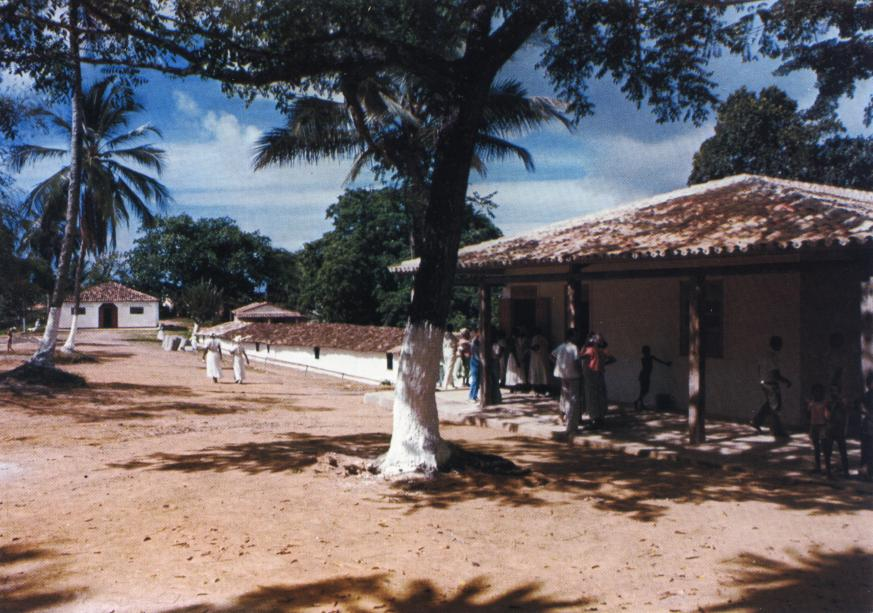
Храм кандомбле в г. Салвадор

## Биография и карьера
Получил диплом преподавателя философии в 1924. В 1938 занял пост преподавателя социологии во вновь созданном университете Сан-Паулу (до 1957). По возвращении в Париж — профессор этнологии и социологии религии в Сорбонне. Главный редактор Социологического ежегодника (1962—1974). Среди его учеников — Жан Дювиньо.

## Научные интересы
Социология религии, социология душевных болезней и пограничных состояний, социология искусства, бразильская литература. Испытал влияние психоанализа.

## Труды
- Problèmes de la vie mystique (1931)
- Éléments de sociologie religieuse (1935)
- Psychanalyse du Cafuné (1941)
- Art et société (1945)
- Images du nordeste mystique en noir et blanc (1945)
- Sociologie et psychanalyse (1948)
- La psychiatrie sociale (1949)
- Brésil, terre des contrastes (1957)
- Le candomblé de Bahia (1958)
- Les religions africaines au Brésil (1960)
- Sociologie des maladies mentales (1965)
- Les Amériques noires: les civilisations africaines dans le Nouveau Monde (1967)
- Le prochain et le lointain (1970)
- Anthropologie appliquée (1971)
- Le rêve, la transe et la folie (1972)
- Anatomie d’André Gide (1972)
- La notion de personne en Afrique noire (1973)
- Poètes et Dieux. Études afro-brésiliennes (1973)
- Le sacré sauvage (1975)

## Наследие и признание
С 1993 во Франции издается журнал Бастидиана.